# Kanton Rueil-Malmaison
Kanton Rueil-Malmaison (fr. Canton de Rueil-Malmaison) je francouzský kanton v departementu Hauts-de-Seine v regionu Île-de-France. Tvoří ho pouze část města Rueil-Malmaison, zbývající území města se nachází v kantonu Garches.